# 白杨坪镇
白杨坪镇是中华人民共和国湖北省恩施土家族苗族自治州恩施市下辖的一个镇。
2013年，湖北省民政厅批复同意撤销白杨坪乡，设立白杨坪镇。

## 行政区划
白杨坪镇下辖以下村级行政区划单位：
白杨坪社区、石桥子村、白杨坪村、九根树村、麂子渡村、康家坝村、董家店村、鲁竹坝村、熊家岩村、洞下槽村、张家槽村、蓼叶村和朝阳坡村。

## 事件
2019年9月2日8时许，一名男子在白杨坪镇朝阳坡小学持刀砍校内学生，致使8人死亡、2人受伤。